# كسوف الشمس 3 يوليو 2084
سيحدث كسوف حلقي للشمس في 3 يوليو 2084. يحدث كسوف الشمس عندما يمر القمر بين الأرض والشمس ، وبالتالي يحجب صورة الشمس كليًا أو جزئيًا عن مشاهد على الأرض. يحدث الكسوف الحلقي للشمس عندما يكون القطر الظاهري للقمر أصغر من قطر الشمس ، مما يحجب معظم ضوء الشمس ويتسبب في ظهور الشمس على شكل حلقة. يظهر الخسوف الحلقي على شكل كسوف جزئي فوق منطقة من الأرض يبلغ عرضها آلاف الكيلومترات.
سيبدأ الكسوف الحلقي في روسيا الأوروبية شمال شرق موسكو (يمر عبر ياروسلافل وفولوغدا وسيكتيفكار ) ، وسيعبر المحيط المتجمد الشمالي ، وألاسكا ، والجزء الغربي من كندا ، وينتهي في الولايات المتحدة ، وعبر الولايات الشمالية الغربية ( واشنطن ، أوريغون ، وايومنغ ، كاليفورنيا ، نيفادا ويوتا ) على التوالي.

## الكسوفات ذات الصلة

### كسوف الشمس 2083-2087
هذا الكسوف هو جزء من سلسلة كسوف الشمس 2080-2083. يتكرر الكسوف في كل 177 يومًا تقريبًا و 4 ساعات في العقد المتناوبة من مدار القمر.
| مجموعات سلسلة كسوف الشمس من 2083 إلى 2087 | مجموعات سلسلة كسوف الشمس من 2083 إلى 2087 | مجموعات سلسلة كسوف الشمس من 2083 إلى 2087 | مجموعات سلسلة كسوف الشمس من 2083 إلى 2087 | مجموعات سلسلة كسوف الشمس من 2083 إلى 2087 |
| ----------------------------------------- | ----------------------------------------- | ----------------------------------------- | ----------------------------------------- | ----------------------------------------- |
| عقدة تصاعدية                              | عقدة تصاعدية                              |                                           | عقدة تنازلية                              | عقدة تنازلية                              |
| 118                                       | يوليو 15, 2083 جزئي                       | 123                                       | يناير 7, 2084 جزئي                        |                                           |
| 128                                       | يوليو 3, 2084 حلقي                        | 133                                       | ديسمبر 27, 2084 كلي                       |                                           |
| 138                                       | يونيو22, 2085 حلقي                        | 143                                       | ديسمبر 16, 2085 حلقي                      |                                           |
| 148                                       | يونيو11, 2086 كلي                         | 153                                       | ديسمبر 6, 2086 جزئي                       |                                           |
| 158                                       | يونيو1, 2087 جزئي                         |                                           |                                           |                                           |

### ساروس 128
هذا الكسوف هو عضو في دورة ساروس 128 ، والتي تشمل 73 خسوفًا يحدث على فترات 18 عامًا و 11 يومًا.
- بدأت السلسلة بكسوف جزئي للشمس في 29 أغسطس 984 م. من 16 مايو 1417 حتى 18 يونيو 1471
- أنتجت السلسلة كسوفًا كليًا للشمس ، تلاها كسوف هجين للشمس من 28 يونيو 1489 حتى 31 يوليو 1543 ،
- وخسوفًا حلقيًا للشمس من 11 أغسطس 1561 حتى 25 يوليو 2120.
- السلسلة تنتهي في العضو 73 ككسوف جزئي في 1 نوفمبر ، 2282.

كل الكسوف في هذه السلسلة يحدث عند العقدة الهابطة للقمر.
| تحدث أعضاء السلسلة 52-68 بين عامي 1901 و 2200 | تحدث أعضاء السلسلة 52-68 بين عامي 1901 و 2200 | تحدث أعضاء السلسلة 52-68 بين عامي 1901 و 2200 |
| 52                                            | 53                                            | 54                                            |
| --------------------------------------------- | --------------------------------------------- | --------------------------------------------- |
| مارس 17, 1904 [الإنجليزية]                    | مارس 28, 1922 [الإنجليزية]                    | أبريل 7, 1940 [الإنجليزية]                    |
| 55                                            | 56                                            | 57                                            |
| أبريل 19, 1958 [الإنجليزية]                   | أبريل 29, 1976 [الإنجليزية]                   | مايو 10, 1994 [الإنجليزية]                    |
| 58                                            | 59                                            | 60                                            |
| مايو 20, 2012                                 | يونيو1, 2030                                  | يونيو11, 2048                                 |
| 61                                            | 62                                            | 63                                            |
| يونيو22, 2066                                 | يوليو 3, 2084                                 | يوليو 15, 2102                                |
| 64                                            | 65                                            | 66                                            |
| يوليو 25, 2120                                | أغسطس5, 2138 (جزئي )                          | أغسطس16, 2156 (جزئي )                         |
| 67                                            | 68                                            |                                               |
| أغسطس27, 2174 (جزئي )                         | September 6, 2192 (جزئي )                     |                                               |

### سلسلة تريتوس
هذا الكسوف هو جزء من دورة تريتوس ، يتكرر عند العقد المتناوبة كل 135 شهرًا متزامنًا (≈ 3986.63 يومًا ، أو 11 عامًا ناقص شهر واحد).
مظهرها وخط طولها غير منتظمين بسبب نقص التزامن مع الشهر غير الطبيعي (فترة الحضيض) ، لكن التجمعات المكونة من 3 دورات تريتوس (33 عامًا ناقص 3 أشهر) تقترب (≈ 434.044 شهرًا غير طبيعي) ، لذا فإن الكسوف متشابه في هذه التجمعات.
| أعضاء السلسلة بين عامي 1901 و 2100            | أعضاء السلسلة بين عامي 1901 و 2100            | أعضاء السلسلة بين عامي 1901 و 2100            | أعضاء السلسلة بين عامي 1901 و 2100 |
| --------------------------------------------- | --------------------------------------------- | --------------------------------------------- | ---------------------------------- |
| </img> </br>6 مارس 1905 </br> (ساروس 138)     | </img> </br> 3 فبراير 1916 </br> (ساروس 139)  | </img> </br> 3 يناير 1927 </br> (ساروس 140)   |                                    |
| </img> </br> 2 ديسمبر 1937 </br> (ساروس 141)  | </img> </br> 1 نوفمبر 1948 </br> (ساروس 142)  | </img> </br> 2 أكتوبر 1959 </br> (ساروس 143)  |                                    |
| </img> </br> 31 أغسطس 1970 </br> (ساروس 144)  | </img> </br> 31 يوليو 1981 </br> (ساروس 145)  | </img> </br> 30 يونيو 1992 </br> (ساروس 146)  |                                    |
| </img> </br> 31 مايو 2003 </br> (ساروس 147)   | </img> </br> 29 أبريل 2014 </br> (ساروس 148)  | </img> </br> 29 مارس 2025 </br> (ساروس 149)   |                                    |
| </img> </br> 27 فبراير 2036 </br> (ساروس 150) | </img> </br> 26 يناير 2047 </br> (ساروس 151)  | </img> </br> 26 ديسمبر 2057 </br> (ساروس 152) |                                    |
| </img> </br> 24 نوفمبر 2068 </br> (ساروس 153) | </img> </br> 24 أكتوبر 2079 </br> (ساروس 154) | </img> </br> 23 سبتمبر 2090 </br> (ساروس 155) |                                    |

### سلسلة ميتونيك
تتكرر السلسلة ميتونيك كل 19 عامًا (6939.69 يومًا) ، وتستمر حوالي 5 دورات. يحدث الكسوف في نفس تاريخ التقويم تقريبًا. بالإضافة إلى ذلك ، تتكرر سلسلة أكتون الفرعية 1/5 من ذلك أو كل 3.8 سنوات (1387.94 يومًا). تحدث جميع الكسوفات في هذا الجدول عند العقدة الصاعدة للقمر.  
| 21 من أحداث الكسوف بين 1 يونيو 2011 و 1 يونيو 2087 | 21 من أحداث الكسوف بين 1 يونيو 2011 و 1 يونيو 2087 | 21 من أحداث الكسوف بين 1 يونيو 2011 و 1 يونيو 2087 | 21 من أحداث الكسوف بين 1 يونيو 2011 و 1 يونيو 2087 | 21 من أحداث الكسوف بين 1 يونيو 2011 و 1 يونيو 2087 |
| مايو 31 – يونيو 1                                  | مارس19–20                                          | يناير 5–6                                          | أكتوبر 24–25                                       | أغسطس 12–13                                        |
| 118                                                | 120                                                | 122                                                | 124                                                | 126                                                |
| -------------------------------------------------- | -------------------------------------------------- | -------------------------------------------------- | -------------------------------------------------- | -------------------------------------------------- |
| يونيو 1, 2011                                      | مارس20, 2015                                       | يناير 6, 2019                                      | أكتوبر 25, 2022                                    | أغسطس 12, 2026                                     |
| 128                                                | 130                                                | 132                                                | 134                                                | 136                                                |
| يونيو 1, 2030                                      | مارس20, 2034                                       | يناير 5, 2038                                      | أكتوبر 25, 2041                                    | أغسطس 12, 2045                                     |
| 138                                                | 140                                                | 142                                                | 144                                                | 146                                                |
| مايو 31, 2049                                      | مارس20, 2053                                       | يناير 5, 2057                                      | أكتوبر 24, 2060                                    | أغسطس 12, 2064                                     |
| 148                                                | 150                                                | 152                                                | 154                                                | 156                                                |
| مايو 31, 2068                                      | مارس19, 2072                                       | يناير 6, 2076                                      | أكتوبر 24, 2079                                    | أغسطس 13, 2083                                     |
| 158                                                | 160                                                | 162                                                | 164                                                | 166                                                |
| يونيو 1, 2087                                      |                                                    |                                                    | أكتوبر 24, 2098                                    |                                                    |

## روابط خارجية
- رسومات ناسا
- خريطة تفاعلية للكسوف من وكالة ناسا
- www.solar-eclipse.de - متوسط التغطية السحابية والمدن على طول مسار الكسوف
- رسومات ناسا